# 성주초등학교 (경남)
성주초등학교는 대한민국 경상남도 창원시 성산구 가음동에 있는 공립 초등학교이다.

## 학교 연혁
- 2020년 3월 1일 22학급 편성(특수 2학급 포함)
- 2020년 2월 14일 제75회 졸업식(졸업생 81명 총 12,508명)
- 2019년 9월 1일 제33대 김향숙 교장 부임
- 1996년 3월 1일 성주초등학교로 개칭
- 1986.03.01 병설유치원 개원
- 1988.03.01 현 위치로 이전(구 남산국민학교 통합)
- 1946년 6월 24일 성주공립국민학교로 개칭
- 1941년 4월 1일 상남제2공립국민학교로 개칭
- 1939년 3월 30일 상남제2공립심상소학교 개교(창원시 남산동 383)

## 참고 자료
- 성주초등학교 - 한국교육학술정보원 학교알리미